# هوانگ یانگ
هوانگ یانگ (انگلیسی: Huang Yang؛ زادهٔ ۳۰ اکتبر ۱۹۸۳) بازیکن فوتبال اهل هنگ کنگ است.
از باشگاه‌هایی که در آن بازی کرده‌است می‌توان به باشگاه فوتبال شانگهای گرینلند شنهوآ و باشگاه ورزشی کیتچی اشاره کرد.
وی همچنین در تیم‌های ملی فوتبال زیر ۲۳ سال چین و هنگ کنگ بازی کرده‌است.